# کینو (گروه موسیقی نروژی)
کینو (به انگلیسی: Keiino) گروه موسیقی نروژی است.
آن‌ها نماینده نروژ در یوروویژن ۲۰۱۹ بودند و به مقام پنجم دست یافتند.

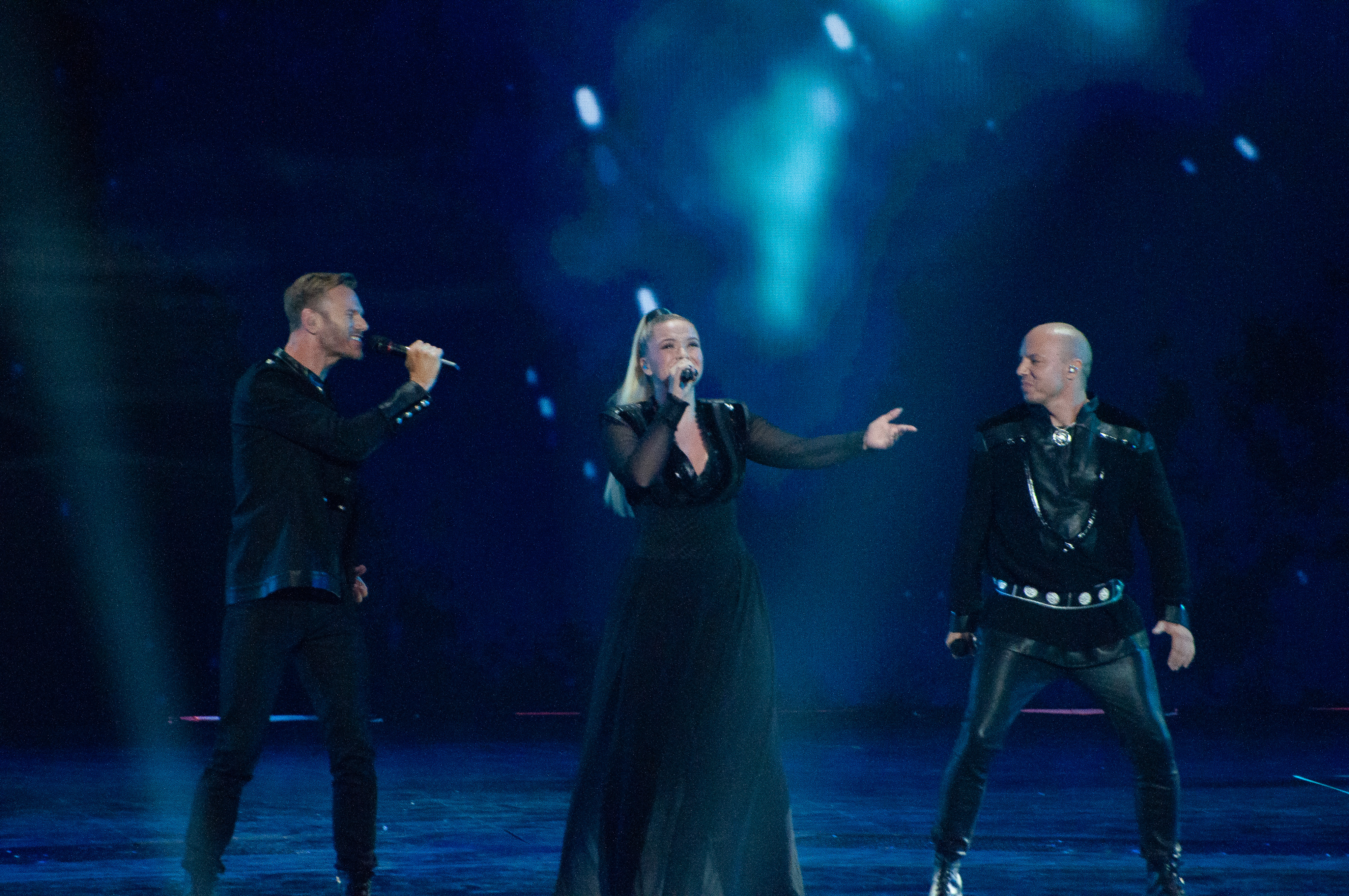
کینو در یوروویژن